# Al Capone
Alphonse Gabriel «Al» Capone (Nueva York, Nueva York; 17 de enero de 1899 - Miami Beach, Florida; 25 de enero de 1947), también conocido por su apodo Scarface, fue un gánster estadounidense. Alcanzó notoriedad durante la era de la Ley seca (Ley Volstead) como el cofundador y jefe del Outfit de Chicago. En la tarjeta de visita de su identidad falsa decía que era un vendedor de antigüedades.
Hijo de inmigrantes italianos, comenzó su carrera como delincuente en Brooklyn. Se unió a la Five Points Gang cuando era adolescente y se convirtió en portero en locales del crimen organizado, como burdeles. Cuando tenía poco más de veinte años, se mudó a Chicago y se convirtió en guardaespaldas y hombre de confianza de Johnny Torrio, jefe de un sindicato criminal que suministraba alcohol ilegalmente, el precursor del Outfit, y estaba protegido políticamente a través de la Unione Siciliana. Un conflicto con la North Side Gang fue fundamental en el ascenso y su posterior caída. Torrio se retiró después de que los pistoleros de North Side casi lo mataran, y le entregó el control a Al en 1925. Capone amplió el negocio del contrabando a través de medios cada vez más violentos, pero sus relaciones mutuamente beneficiosas con el alcalde William Hale Thompson y la policía de Chicago significaban que parecía estar a salvo de la aplicación de la ley.
Capone aparentemente se deleitaba con la atención, como los aplausos de los espectadores cuando aparecía en los juegos de pelota. Hizo donaciones a varias organizaciones benéficas y muchos lo vieron como un "Robin Hood moderno". Sin embargo, la matanza de San Valentín, en la que siete pandilleros rivales fueron asesinados a plena luz del día, dañó la imagen pública de Chicago y Capone, lo que llevó a ciudadanos influyentes a exigir la acción del gobierno y a los periódicos a llamar a Capone "Enemigo público número 1".
Hacia finales de los años 20, Al Capone era la figura del crimen más importante de Chicago y ya estaba en la lista de los «más buscados» del FBI. Su caída se produjo en 1931, cuando fue condenado a 11 años de prisión por el Gobierno Federal de los Estados Unidos por el cargo de evasión de impuestos, siendo enviado a la prisión de Alcatraz. El 25 de enero de 1947 murió de un paro cardíaco después de un derrame cerebral.

## Biografía y carrera delictiva

### Primeros años
Capone nació en Brooklyn, Nueva York, el 17 de enero de 1899. Era hijo de inmigrantes italianos provenientes de Angri, un pueblo de la provincia de Salerno, al sudoeste de Italia. Su padre, Gabriele Capone, era un humilde abacero que luego fue barbero y su madre, Teresina Raiola, era una costurera, hija de Angelo Raiola. Ambos procrearon nueve hijos. Los Capone emigraron desde Italia a Nueva York en el año 1893, y se trasladaron a una casa situada en la calle Navy Street, en el número 95. Esta calle estaba situada en la Navy Yard, una sección de las calles del sur de Brooklyn. Gabriele Capone trabajaba en una barbería cercana, en el 29 de Park Avenue.
Cuando Al tenía 11 años, él y su familia se mudaron a 38 Garfield Place en Park Slope, Brooklyn. Al Capone abandonaría los estudios de quinto grado en la escuela a la edad de catorce años al ser castigado por sus repetidas ausencias y golpear a una profesora, para después irse a trabajar a diferentes lugares: de dependiente en una confitería, de mozo para todo en una bolera y finalmente en una fábrica de cartón. Cerca había un billar, donde Capone jugaba con su padre; no se le daba mal: el futuro gánster llegó a ser el campeón del barrio. En esa época Capone conoció al gánster calabrés Johnny Torrio, diecisiete años mayor que él y formado en bandas de Manhattan. Era este un hombre de talante reflexivo, que prefería la diplomacia y la alianza a la violencia, aunque no dudaba en usarla implacablemente si no había otro remedio; el joven Capone aprendió de él hasta el punto de que Torrio llegó a convertirse en su mentor y él en su mano derecha. Johnny Torrio introdujo al joven Capone en diferentes bandas juveniles de ladrones como "The Junior Forty Thieves", "Five Points Junior" o los famosos "Five Points Gang", la banda juvenil más peligrosa de aquellos tiempos, cuyo principal negocio era dar palizas por encargo; el asesinato costaba cien dólares. Aquí comenzó la carrera criminal de Capone y aprendió a manejar los puños y la pistola.
Poco tiempo después, se convirtió en guardaespaldas del mafioso Frankie Yale y Antonio "Tony el Malo" Torelli, quien encomendaba a Capone tareas como las de extorsionar a los diferentes propietarios de negocios para que le cedieran una parte de sus beneficios. En esa época trabajó como camarero y guardaespaldas en un club nocturno del ya citado gánster siciliano Francesco Ioele o Uale, llamado Frankie "Yale" para evitar su impronunciable apellido. Una noche, Capone se emborrachó en este club e insultó a una de las chicas que trabajaba allí, provocando así una pelea entre él y el hermano de la chica, Frank Gallucio, quien con una navaja marcó tres veces en la cara a Capone. De ahí nació su famoso apodo de "Scarface / Cara cortada", ya que esos navajazos que recibió en la cara le dejaron tres cicatrices considerables en la parte izquierda de la cara, desde la oreja al mentón. Al día siguiente, Capone fue a disculparse con Gallucio (por órdenes de Yale) y entonces dejó de ser guardaespaldas del local, aunque siguió trabajando para Frank "Yale". Capone, normalmente vengativo e implacable, no lo fue esta vez; incluso contrató a Gallucio como guardaespaldas y se inventó la historia de que sus cicatrices las debía a la explosión de una granada cuando combatía en Francia; de hecho, nunca fue llamado a servir en otras guerras que en las del hampa. Solamente cuidó de que a partir de entonces lo fotografiaran siempre exclusivamente por el lado derecho.
El 30 de diciembre de 1918, Capone se casó con una dependienta, la irlandesa Mary Josephine Coughlin (1897-1986), más conocida como Mae Coughlin, que había dado a luz a su único hijo el 4 de diciembre de ese año, Albert Francis Capone (1918-2004). La pareja vivió en Brooklyn durante un año. En 1919 se trasladaron a Amityville, Long Island, para estar cerca de "Rum Row".

### Traslado a Chicago

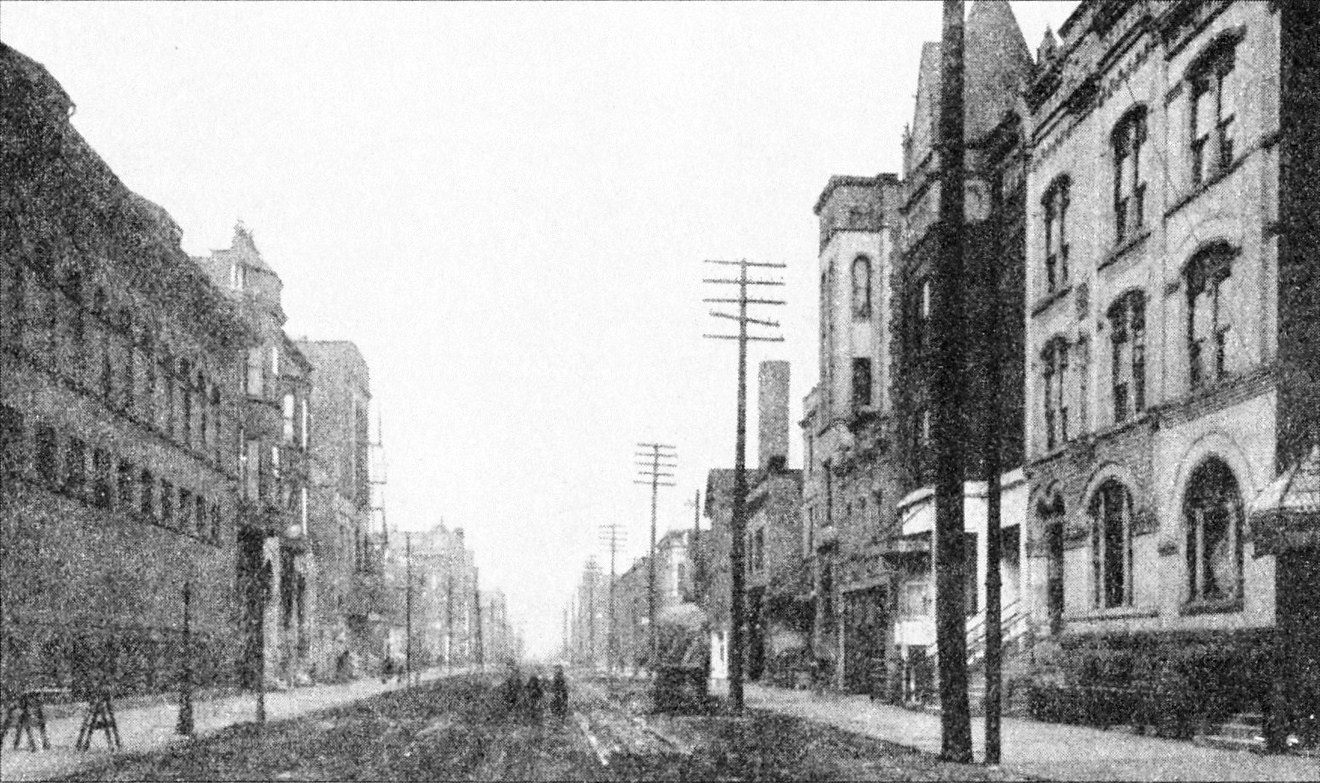
South Dearborn Street en el portuario Levee de Chicago (1911); a la derecha puede verse parte de la fachada del Everleigh Club.

Al Capone aún trabajaba para Frankie Yale y se cree que había cometido ya al menos dos asesinatos y estaban a punto de acusarlo de un tercero (la víctima estaba en el hospital, pero se repuso) cuando abandonó para siempre Nueva York y se refugió en Chicago en 1919 (según otros, en 1920 o incluso en 1921) reclamado por su mentor Johnny Torrio, quien trabajaba en bastantes ocasiones allí reclamado por James "Big Jim" Colosimo, casado con la madame Victoria Moresco, tía de Torrio, y ambos se incorporaron a su banda.
Colosimo era el rey del vicio de Chicago en aquellos tiempos. Poseía entre diversos negocios el famosísimo café Colosimo, y los mejores y peores burdeles de los mil que había en la ciudad en el barrio rojo de Chicago, llamado The Levee. De particular lujo había sido, por ejemplo, el mítico Everleigh club (tenido por el mejor de los Estados Unidos, pero desmantelado en 1912), y no le iban a la zaga el Victoria y el Saratoga. Solo su esposa, antigua madame, regía un centenar y había bautizado con su nombre el "Victoria". Pero como las meretrices tenían una carrera muy corta (apenas cinco años antes de contraer enfermedades venéreas) Colosimo se dedicaba también a la trata de blancas con su socio Maurice van Bever, y atraía engañadas a la ciudad a chicas pueblerinas del Midwest / Medio Oeste de entre trece y diecisiete años para abastecer las bajas de sus burdeles.

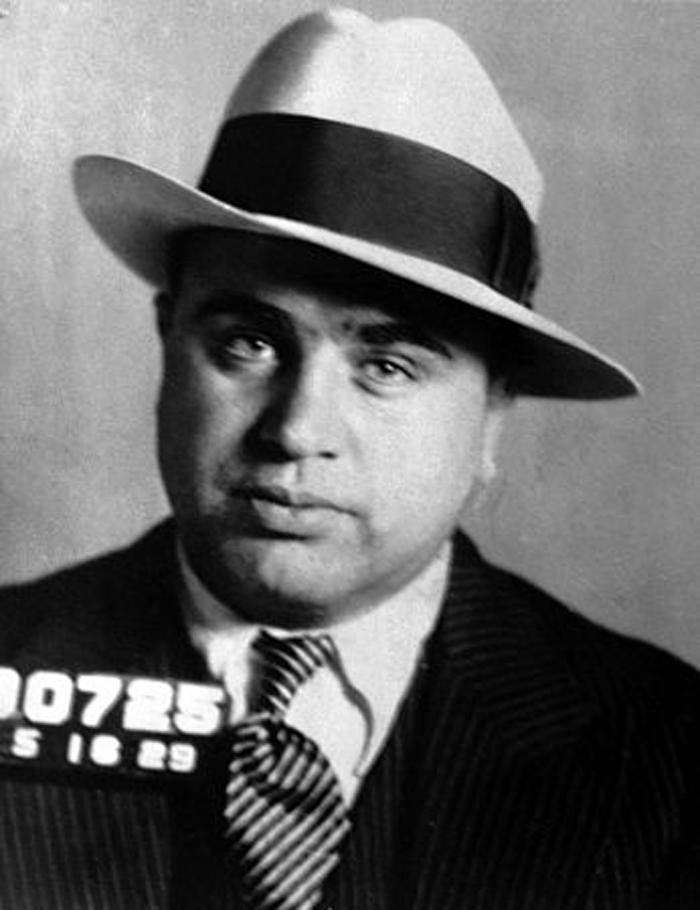
Foto de Al Capone tomada en mayo de 1929 por la policía de Pensilvania.

Torrio aprovechó sus dotes de gerente para poner en orden los negocios de Colosimo. Supervisaba los burdeles y gestionaba personalmente el cohecho y el soborno de los contactos políticos y policiales que servían de cobertura a sus negocios ilícitos en Chicago. Animado, su tío incluso extendió el negocio al pago de protección. Pero se divorció de madame Victoria, tía de Torrio, para casarse en 1920 con una ambiciosa cantante de inclinaciones honestas, Dale Winter, y eso empezó a indisponer a Torrio contra Colosimo, por más que todos los negocios de este ya casi estaban enteramente controlados por Torrio. Y todo se puso peor cuando entró en vigor la Ley seca (1920), un nuevo negocio que prometía fabulosos ingresos por medio del contrabando y venta de alcohol ilegal. Colosimo consideraba peligroso y comprometedor ese negocio para los que ya tenía (vender alcohol era delito federal) y se negó a entrar en él, temiendo además las disputas que generaría esa ampliación del negocio. Esta falta de visión comercial y el temor a otras bandas terminaron de exasperar a Torrio, y de repente, su jefe Colosimo fue asesinado por un desconocido a la puerta de su famoso café. Los indicios reunidos por John Kobler y la creencia general de entonces indican que el asesino fue Frankie Yale, venido ex profeso desde Nueva York para cumplir un contrato de ejecución a cambio de diez mil dólares encargado por el ya no sobrino de la víctima, John Torrio. El arzobispo George Mundelein se negó a que el gran proxeneta fuera enterrado en tierra sagrada. Años más tarde, en 1928, Capone ordenaría la ejecución de su antiguo jefe Frankie Yale por desavenencias económicas.
En cualquier caso, Torrio asumió la jefatura del gang de Colosimo, instaló su cuartel general en el burdel Four Deuces y confió a Capone la dirección ejecutiva de la organización de la banda a lo largo de los años veinte para expandir el negocio explotando principalmente la prostitución, el juego ilegal y el tráfico de alcohol canadiense.
Pero, tal y como había temido Colosimo, el aroma del alcohol había terminado por envenenar la convivencia entre los grupos criminales de Chicago con sangrientas disputas territoriales, dirimidas con frecuencia por medio de modernas metralletas Thompson o el estallido disuasorio de bombas en los locales rivales. Hasta 100 personas murieron en estos atentados durante la década de 1920. Y en medio de estas sangrientas disensiones por hacerse con el control absoluto de la distribución y venta de licor en Chicago, en especial contra las bandas del norte de la ciudad, John Torrio sobrevivió milagrosamente el 24 de enero de 1925 a un ametrallamiento en represalia del carismático Dean O'Banion. Lo emprendieron Hymie Weiss, Vincent Drucci y Bugs Moran. Aparte de las heridas de bala, fue apaleado y quedó al borde de la muerte, librado de ella apenas porque la pistola de Moran se encasquilló cuando iba a darle el tiro de gracia. 
Habiendo aprendido la lección, y tras pasar un año en la cárcel recuperándose, Torrio decidió retirarse a Italia para evitar males mayores y transfirió todo el poder a Capone. Vuelto años después a causa de la persecución de Mussolini, tampoco quiso involucrarse demasiado aunque organizó un pequeño caporegime implicado en delitos no violentos. Esta perspicacia y su habilidad en llegar a viejo adinerado le hizo ser respetadísimo en los círculos más altos del crimen organizado. Ya solo era requerido como asesor de la Comisión; los mismos altos cargos policiales lo juzgaban el criminal más inteligente del país.

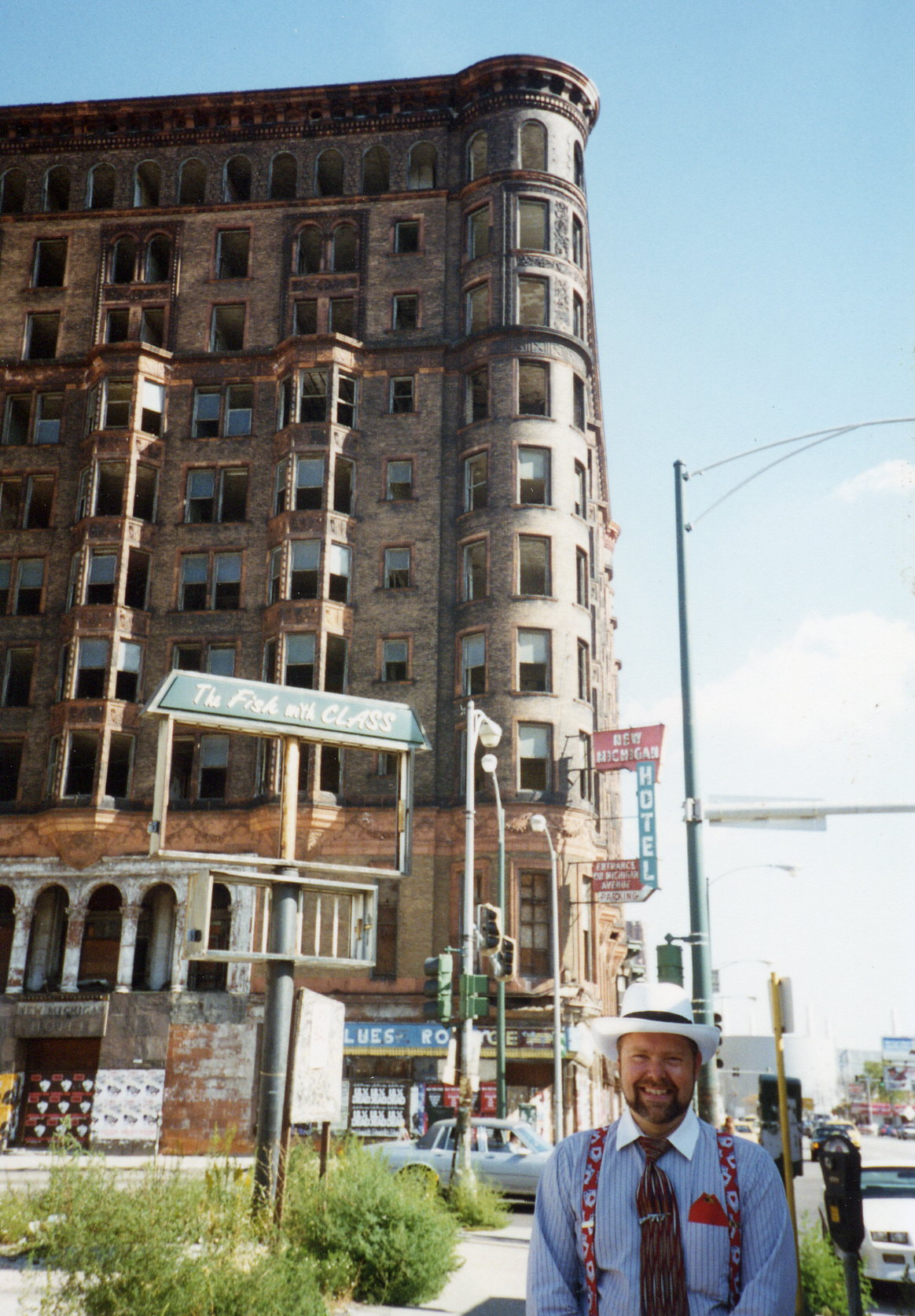
El Hotel Lexington en Chicago: oficinas de Al Capone que fueron llamadas por la prensa el «Castillo de Capone», fotografiado a comienzos de la década de 1990. Fue demolido en 1995.

Así pues, Capone asumió definitivamente el mando de la banda criminal más poderosa de Chicago, que contaba en sus filas a entre setecientos y mil maleantes, matones y pistoleros, más aquellos a los que podía recurrir como aliados contratados eventuales. Aunque probablemente nunca fue iniciado en la Cosa Nostra, a causa de su origen napolitano, trabajó como asociado en la mafia siciliana y se adueñó del hampa de Chicago formando un grupo criminal de orígenes mixtos, marcando una tendencia que se iría haciendo general, tras eliminar a todos sus rivales en una serie de guerras cuyo detonante fue el asesinato de Dean Charles O’Banion. Hacia 1926 Capone ejercía el control del crimen en la ciudad, derrotó a la banda de Myles O'Donnell y pudo controlar a todas las bandas excepto dos, la de Joe Aiello y la de Bugs Moran. Ante esta situación, Capone tomó medidas y en menos de un mes sus hombres mataron a todos los miembros de la banda de Joe Aiello.

### Jefe de la mafia

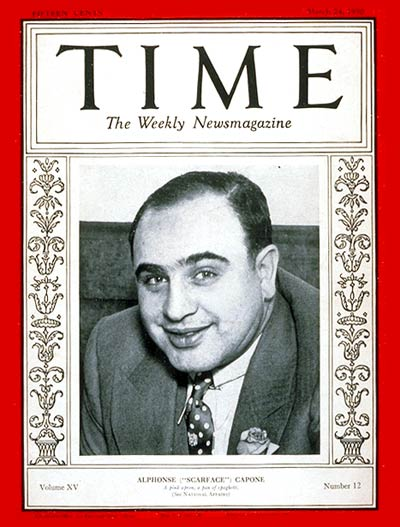
Al Capone en la portada de la revista Time en 1930.

En enero de 1925, Capone fue emboscado, dejándolo conmocionado pero ileso. Doce días después, Torrio regresaba de un viaje de compras cuando recibió varios disparos. Después de recuperarse, efectivamente renunció y entregó el control a Capone, de 26 años, quien se convirtió en el nuevo jefe de una organización que acogía cervecerías ilegales y una red de transporte que llegaba hasta Canadá, con protección política y policial. A su vez, pudo usar más violencia para aumentar los ingresos. Cualquier establecimiento que se negaba a comprarle licor a menudo explotaba, y hasta 100 personas murieron en esos bombardeos durante la década de 1920. Sus rivales vieron además a Capone como el responsable de la proliferación de burdeles en la ciudad. 
Capone a menudo reclutó la ayuda de miembros locales de la comunidad negra en sus operaciones; los músicos de jazz Milt Hinton y Lionel Hampton tenían tíos que trabajaban para Capone en el lado sur de Chicago. También fanático del jazz, Capone le pidió una vez al clarinetista Johnny Dodds que tocara un número que Dodds no sabía; Capone dividió un billete de $100 por la mitad y le dijo a Dodds que recibiría la otra mitad cuando se enterara. Capone también envió a dos guardaespaldas para acompañar al pianista de jazz Earl Hines en un viaje por carretera.
Capone se entregó a los cigarros, trajes a medida, comida y bebida gourmet y compañía femenina. Fue particularmente conocido por sus joyas extravagantes y costosas. Sus respuestas favoritas a las preguntas sobre sus actividades fueron: "Soy solo un hombre de negocios, dando a la gente lo que quiere"; y "Todo lo que hago es satisfacer una demanda pública". Capone se había convertido en una celebridad nacional y un tema de conversación. 
Se estableció en Cicero, Illinois, después de usar el soborno y la intimidación generalizada para hacerse cargo de las elecciones del consejo municipal (como las elecciones municipales de Cicero en 1924), y esto dificultó que los North Siders lo atacaran. Su conductor fue torturado y asesinado, y hubo un atentado contra la vida de Weiss en el Chicago Loop. El 20 de septiembre de 1926, el North Side Gang usó una estratagema fuera de la sede de Capone en Hawthorne Inn, con el objetivo de atraerlo hacia las ventanas. Hombres armados en varios autos luego abrieron fuego con metralletas Thompson y escopetas en las ventanas del restaurante del primer piso. Capone resultó ileso y pidió una tregua, pero las negociaciones fracasaron. Tres semanas después, el 11 de octubre, Weiss fue asesinado frente a la antigua sede de la floristería O'Banion en North Side. El dueño del restaurante Hawthorne's era amigo de Capone, y fue secuestrado y asesinado por Moran y Drucci en enero de 1927. Los informes sobre la intimidación de Capone se hicieron bien conocidos hasta el punto en que se alegaba que algunas empresas, como los creadores de Vine-Glo, utilizarían supuestas amenazas de Capone como táctica de marketing.

### Matanza de San Valentín
Asimismo, los enfrentamientos entre las bandas culminaron con el acribillamiento en un garaje, por parte de gangsters disfrazados de policías, de los cinco jefes de la banda de Bugs Moran, el día de San Valentín el 14 de febrero de 1929. Parte de esa banda había participado en el atentado contra Torrio, y, a partir de esta revancha, el dominio sobre Chicago de Al Capone fue prácticamente absoluto. Aunque los detalles de la Matanza de San Valentín aún se discuten, y nadie fue procesado por el crimen, los asesinatos son atribuidos a Capone y sus hombres, especialmente a Jack 'Machine Gun' McGurn, de quien se piensa podría haber realizado los disparos. Al planear la masacre, Capone intentaba eliminar a su rival, el irlandés Bugs Moran, pero este llegó tarde a la cita y escapó, aunque gravemente herido. La matanza dejó un gran impacto en la memoria popular del país, así como la leyenda de su implacable venganza contra tres traidores, John Scalise, Albert Anselmi y Joseph Giunta, a los que aplastó cabeza y cuerpo con un bate de béisbol tras convidarlos a una cena en su cuartel general de Hawthorne Inn, en Cícero. Por lo visto, habían conspirado con Joe Aiello para asesinar a Capone. Sus cuerpos fueron descubiertos en un camino solitario de Hammond (Indiana) el 8 de mayo de 1929.

### Obras de caridad
Pese a este oculto carácter atrabiliario, Al Capone aprendió de su enemigo, el carismático Dean O'Banion, a ser magnánimo con los pobres y humildes y mostraba ante la prensa una cara de hombre benefactor, aunque lo único que le interesaba beneficiar era su imagen pública, contando con que la mayor parte de la opinión común estaba en contra de la puritana ley seca. Además, cuando estalló la Gran depresión en 1929, Capone creó un comedor de beneficencia que distribuía entre los desempleados sopa gratuita y leche entre los niños en las escuelas.

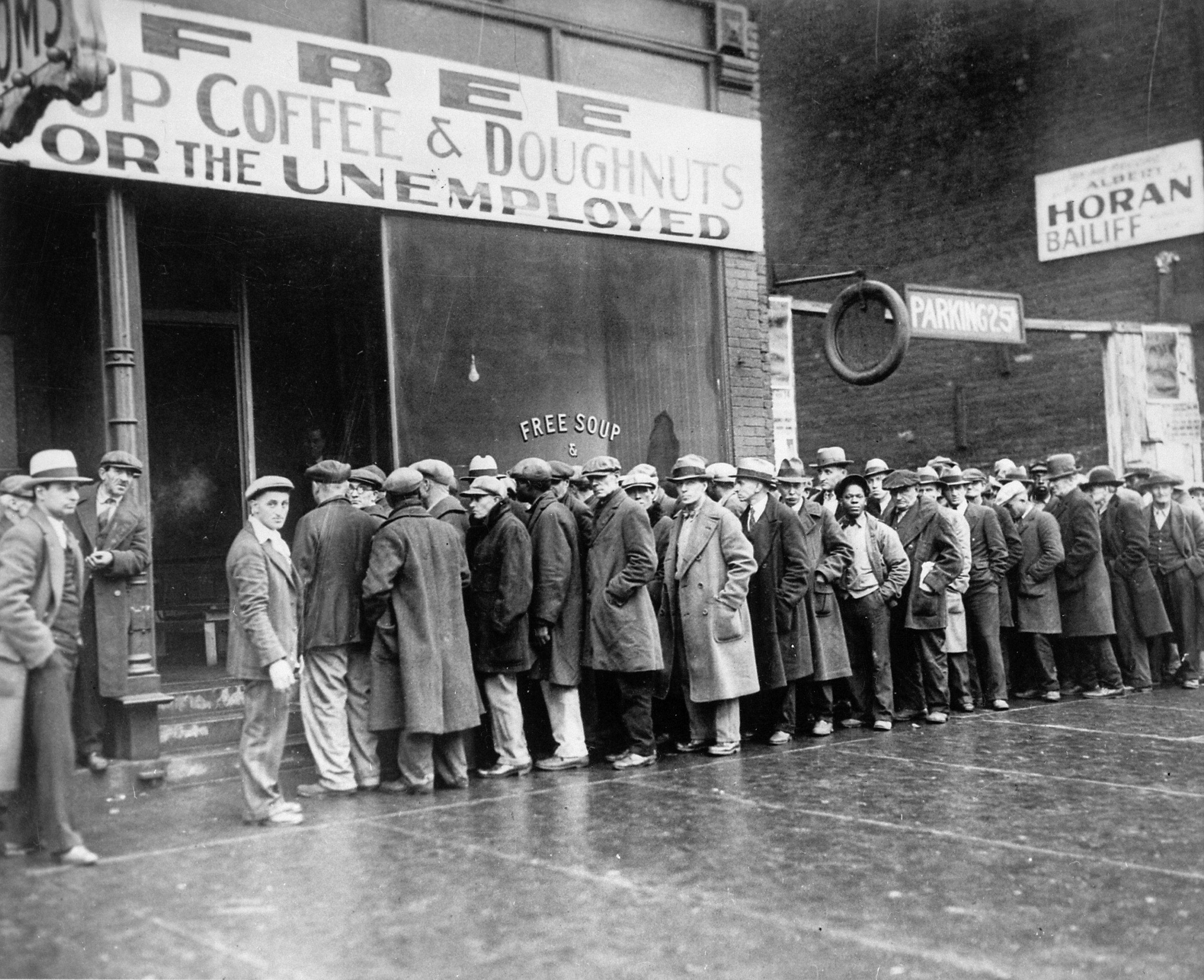
Desempleados haciendo cola fuera de un comedor durante la gran depresión inaugurado en Chicago por Al Capone, Circa 1931

### Imperio criminal

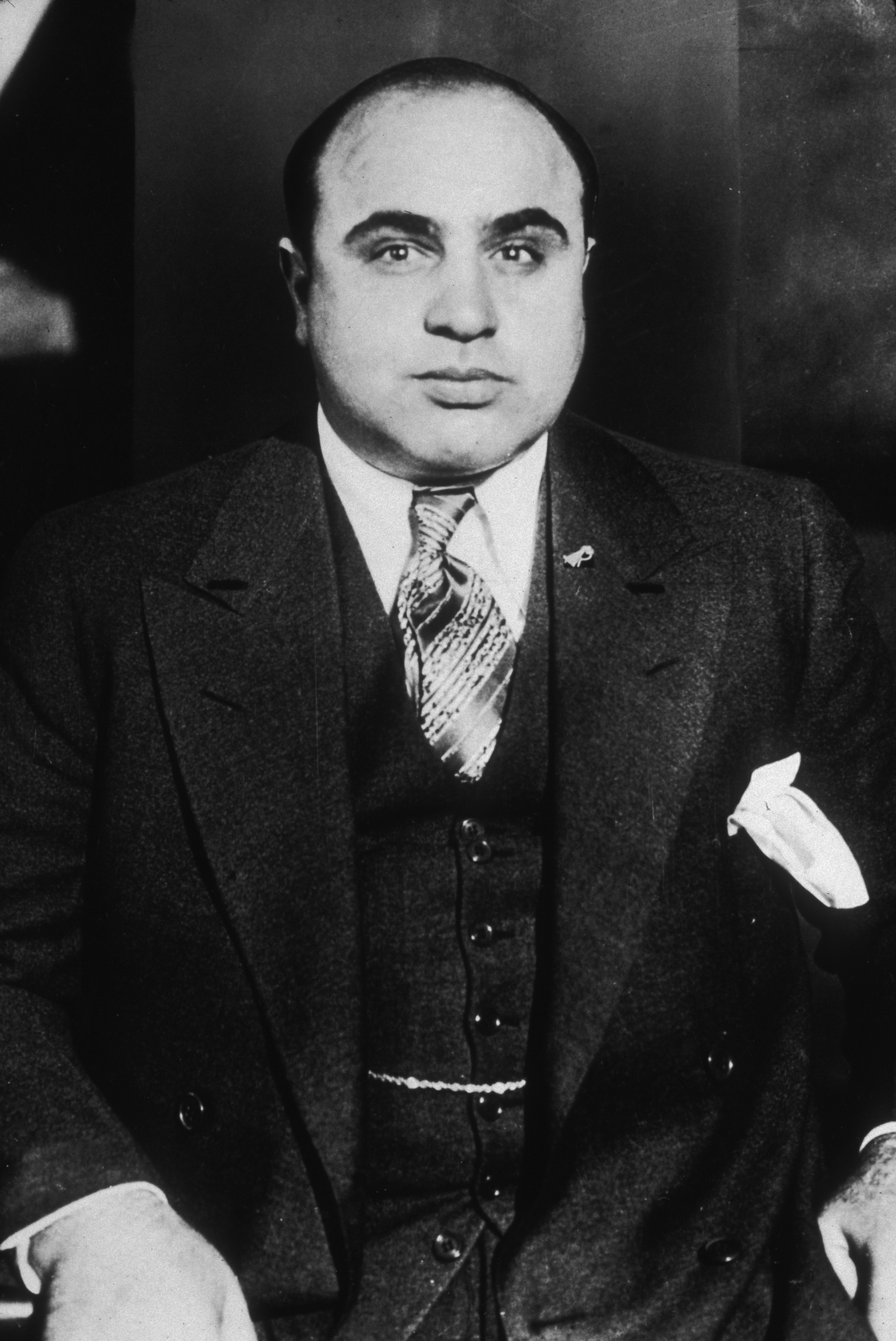
Al Capone, principios de los años 30; Gángster estadounidense de la era de la Prohibición, que dominó el crimen organizado en Chicago de 1925 a 1931 y se convirtió quizás en el gángster más famoso de los Estados Unidos.

El imperio criminal de Capone, cuyas finanzas llevaba Jake Guzik, constaba de cervecerías, destilerías, tabernas clandestinas, almacenes, flotas de barcos, camiones, night clubs, casas de juego, hipódromos, canódromos, burdeles, labor unions, asociaciones comerciales e industriales. Desde una habitación del hotel Lexington, absolutamente controlado por su organización, Capone lo supervisaba todo en medio de un lujo desmedido. Vestía siempre de seda italiana en colores claros, y sus sábanas también eran de seda.

### El Sindicato del Crimen
Asimismo, Capone creó el "Sindicato del Crimen" con sus ayudantes Frank Nitti, Louis Campagna, Guido Cicerone, Guzik y Fischetti, Vicente, Enzo y Guido Fretes, entre muchos otros, incluidos todos sus hermanos salvo el mayor, Jim Capone, más o menos honesto y que trabajó incluso de alguacil con nombre falso. Al se convirtió en el "Rey del hampa" de Chicago y pese a que su poder no fue mucho más allá de la ciudad (y en particular del municipio de Cicero, donde su influjo era aún más que absoluto), su nombre generaba en todos los bajos fondos del país un sumo temor y respeto.
Después de deshacerse de sus rivales y de lograr tener en nómina al alcalde, al jefe de la policía y al sesenta por ciento de sus efectivos, Capone siguió enriqueciéndose gracias al tráfico ilegal de bebidas alcohólicas ocasionado por la Ley Seca, y a través de su vasta red clandestina de salas de juego. Se calcula que en 1927 la fortuna de Capone ascendía a cien millones de dólares. Ninguna de sus propiedades estaba a su nombre, por lo que no hizo declaración de la renta. Eso precipitaría su caída.

### Intervención federal
A raíz de la Masacre del Día de San Valentín, Walter A. Strong, editor del Chicago Daily News, decidió pedirle a su amigo el presidente Herbert Hoover una intervención federal para detener la anarquía de Chicago. Organizó una reunión secreta en la Casa Blanca, solo dos semanas después de la toma de posesión de Hoover. El 19 de marzo de 1929, Strong, junto con Frank Loesch de la Comisión del Crimen de Chicago y Laird Bell, presentaron su caso al presidente. En las Memorias de Hoover de 1952, el expresidente informó que Strong argumentó que "Chicago estaba en manos de los mafiosos, que la policía y los magistrados estaban completamente bajo su control... que el gobierno federal era la única fuerza mediante la cual se podía restaurar la capacidad de la ciudad para gobernarse a sí misma. Una vez ordené que todas las agencias federales se concentraran en el Sr. Capone y sus aliados".
Esa reunión lanzó un ataque de varias agencias contra Capone. Los Departamentos del Tesoro y de Justicia desarrollaron planes para enjuiciamientos de impuestos sobre la renta contra gánsteres de Chicago, y se desplegó un pequeño escuadrón de élite de agentes de la Oficina de Prohibición (entre cuyos miembros se encontraba Eliot Ness) contra los contrabandistas. En una ciudad acostumbrada a la corrupción, estos hombres de la ley eran incorruptibles. Charles Schwarz, un escritor del Chicago Daily News, los llamó intocables. Para apoyar los esfuerzos federales, Strong usó en secreto los recursos de su periódico para recopilar y compartir inteligencia sobre el equipo de Capone.

### Evasión de impuestos

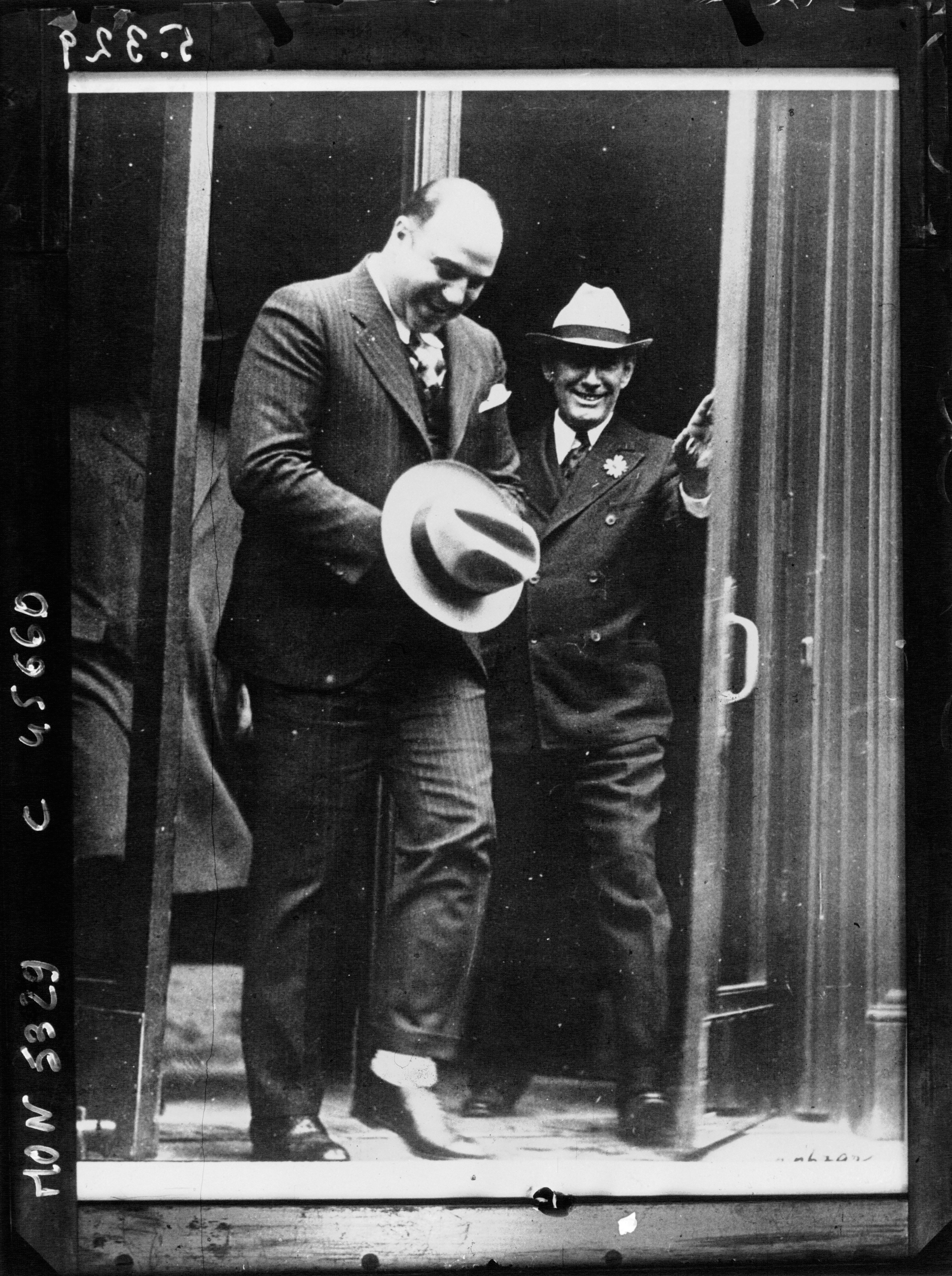
Al Capone sale del tribunal federal durante la investigación de evasión fiscal

Se dice que la fiscal general adjunta Mabel Walker Willebrandt originó la táctica de acusar a figuras criminales obviamente ricas de evasión de impuestos federales sobre la base de sus lujosos estilos de vida. En 1927, la Corte Suprema dictaminó en Estados Unidos v. Sullivan que el enfoque era legalmente sólido: los ingresos obtenidos ilegalmente estaban sujetos al impuesto sobre la renta.
La clave de la condena de Capone por cargos fiscales no fue su gasto, sino la prueba de sus ingresos, y la prueba más valiosa en ese sentido se originó en su oferta de pagar impuestos. Ralph, su hermano y gánster por derecho propio, fue juzgado por evasión de impuestos en 1930. Ralph pasó los siguientes 18 meses en prisión después de ser condenado en un juicio de dos semanas presidido por Wilkerson. Buscando evitar el mismo destino, Al Capone ordenó a su abogado que regularizara su posición fiscal, y aunque no se hizo, su abogado hizo admisiones cruciales al declarar los ingresos por los que Capone estaba dispuesto a pagar impuestos durante varios años, admitiendo ingresos de $ 100,000. para 1928 y 1929, por ejemplo. Por lo tanto, sin ninguna investigación, el gobierno recibió una carta de un abogado que actuaba para Capone reconociendo su gran ingreso sujeto a impuestos durante ciertos años en los que no había pagado impuestos. El 13 de marzo de 1931, Capone fue acusado de evasión de impuestos sobre la renta de 1924, en un gran jurado secreto. El 5 de junio de 1931, Capone fue acusado por un gran jurado federal de 22 cargos de evasión de impuestos desde 1925 hasta 1929; fue puesto en libertad con una fianza de 50.000 dólares. Capone luego fue acusado de 5.000 violaciones de la Ley Volstead (leyes de prohibición).
El 16 de junio de 1931, en el edificio federal de Chicago en la sala del tribunal de Wilkerson, Capone se declaró culpable de evasión de impuestos y de las 5000 violaciones de la Ley Volstead como parte de un 2+ Acuerdo de culpabilidad de 1 ⁄ 2 años de prisión. Sin embargo, el 30 de julio de 1931, Wilkerson se negó a cumplir con el acuerdo de culpabilidad y el abogado de Capone rescindió las declaraciones de culpabilidad. En el segundo día del juicio, Wilkerson consideró que la carta de 1930 a las autoridades federales podía admitirse como prueba, anulando las objeciones de que un abogado no podía confesar por su cliente. Más tarde, Wilkerson juzgó a Capone solo por los cargos de evasión de impuestos sobre la renta, ya que determinó que tenían prioridad sobre los cargos de la Ley Volstead.
Más tarde se habló mucho de otras pruebas, como testigos y libros de contabilidad, pero estos implicaban fuertemente el control de Capone en lugar de afirmarlo. Los abogados de Capone, que se habían basado en el acuerdo de culpabilidad que Wilkerson se negó a cumplir y, por lo tanto, solo tenían unas horas para prepararse para el juicio, presentaron una defensa débil centrada en afirmar que esencialmente todos sus ingresos se perdieron en el juego. Esto habría sido irrelevante de todos modos, ya que las pérdidas de juego solo se pueden restar de las ganancias de juego, pero se vio socavado aún más por los gastos de Capone, que estaban mucho más allá de lo que podría soportar su ingreso declarado; Wilkerson permitió que a los gastos de Capone se presentaran con gran detalle. El gobierno acusó a Capone de evasión de $215.000 en impuestos sobre un ingreso total de $1.038.654, durante el período de cinco años. Capone fue condenado por cinco cargos de evasión de impuestos sobre la renta el 17 de octubre de 1931, y fue sentenciado una semana después a 11 años en una prisión federal, multado con $50.000 más $7.692 por costas judiciales, y fue considerado responsable por $215.000 más los intereses adeudados sobre sus impuestos atrasados. La sentencia de desacato al tribunal se cumplió simultáneamente. Los nuevos abogados contratados para representar a Capone eran expertos en impuestos con sede en Washington. Presentaron recurso de habeas corpus basado en un fallo de la Corte Suprema de que la evasión de impuestos no era fraude, lo que aparentemente significaba que Capone había sido condenado por cargos relacionados con años que en realidad estaban fuera del límite de tiempo para el enjuiciamiento. Sin embargo, un juez interpretó la ley de modo que se restara el tiempo que Capone había pasado en Miami de la antigüedad de los delitos, denegando así la apelación tanto de la condena como de la sentencia de Capone.

### La caída

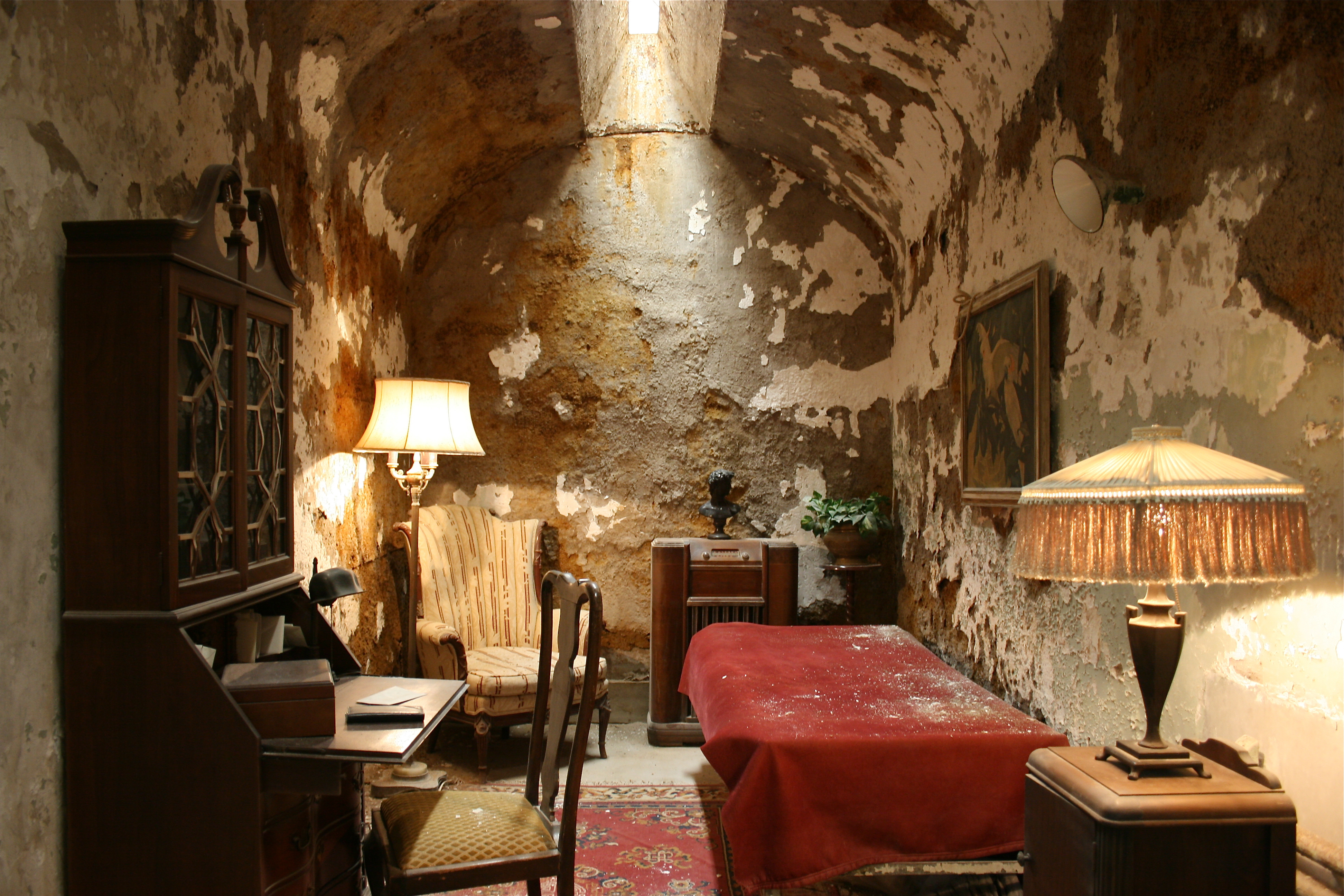
Celda privilegiada de Al Capone en la penitenciaría del Estado del Este, donde pasó 10 meses en 1929-1930 por posesión de un arma encubierta.

Aunque Al Capone siempre hacía sus negocios con nombres de tapadera y no había registros que lo relacionaran con sus ganancias, las nuevas leyes promulgadas en 1927 permitieron al gobierno federal perseguir a Capone por evasión de impuestos, su mejor opción para encarcelarlo al fin. Fue perseguido por el agente de la Agencia de Prohibición Eliot Ness y sus agentes incorruptibles "Los Intocables" y por el agente de la Unidad de Inteligencia del IRS Frank J. Wilson, que fue capaz de encontrar recibos que relacionaban a Capone con ingresos por juego ilegal y testaferrato, así como la correspondiente evasión de impuestos. Asimismo, un traidor en la banda de Capone, el abogado Edward J. O'Hare, que le servía de asesor en los negocios, actuó como agente encubierto, ayudó a descifrar la contabilidad de Capone y averiguó que el jurado que había de dictar la sentencia sobre Capone había sido sobornado, por lo que el juez del proceso Wilkerson ordenó reemplazarlo por otro en mitad del juicio; sin embargo, Al Capone logró vengarse a la larga: hizo que asesinaran a O'Hare en 1939.
El proceso y acusación ocurrieron en 1931. Al Capone fue declarado culpable, el 17 de octubre, en cinco de los 23 cargos y sentenciado a 11 años en una prisión federal. En un principio fue enviado a una prisión de Atlanta en 1932. Sin embargo, el gánster aún era capaz de controlar la mayoría de sus negocios desde este centro, y se ordenó su traslado a la prisión de la isla de Alcatraz en agosto de 1934. Aquí, Capone era vigilado estrictamente y tenía prohibido cualquier contacto con el exterior. Al revocarse la ley seca en 1933 y con su líder bajo confinamiento, el imperio de Capone pronto comenzó a debilitarse y a desmembrarse.

### Reclusión

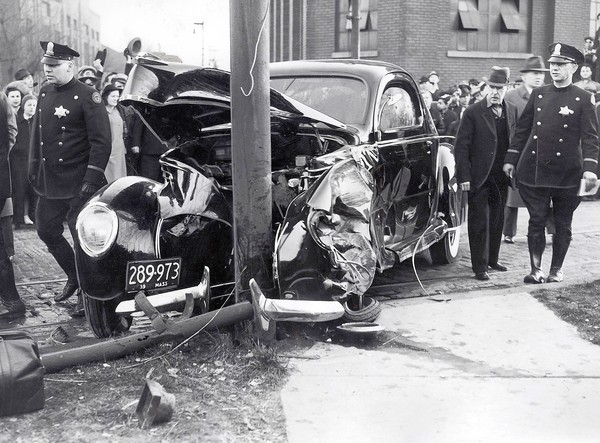
Restos del coche en que fue asesinado Edward O'Hare.

A mediados de los años 1930, estando en Alcatraz, Capone era uno de los reclusos más famosos de la cárcel y se entretenía tocando el banjo y la mandolina. Pero comenzó a mostrar signos de demencia, probablemente a causa de una sífilis sin tratar (tenía miedo a las inyecciones) que contrajo al tener relaciones con prostitutas durante su adolescencia. Pasó gran parte de sus últimos años de reclusión en el hospital de la prisión y finalmente fue liberado por motivos de salud el 16 de noviembre de 1939: no podía caminar, decía incongruencias y babeaba sin control. Sin embargo, no estaba tan enfermo como para olvidar la traición de O'Hare, y este fue asesinado en ese mismo año.

## Enfermedad y muerte

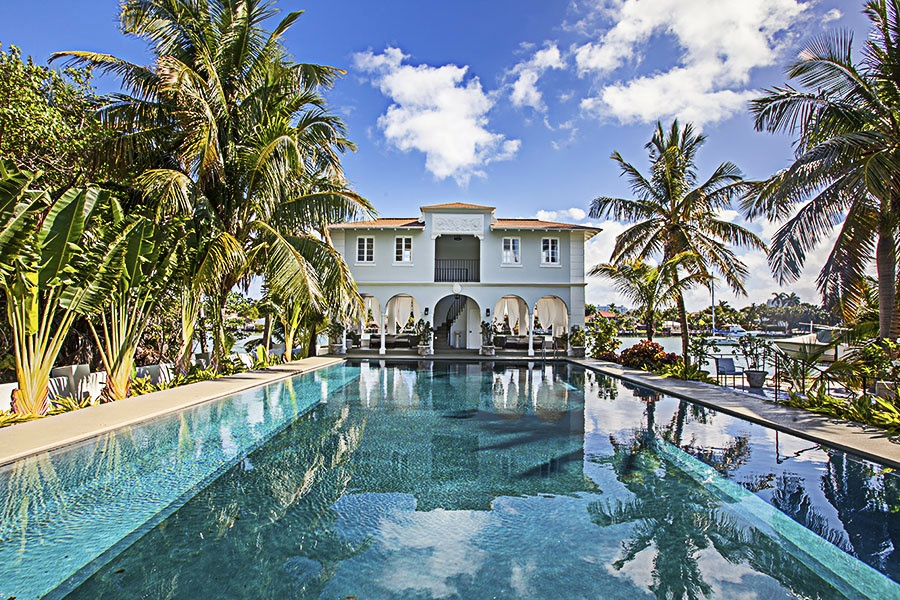
Vista de la piscina desde la histórica finca de Al Capone en Miami Beach

Arruinado, físicamente débil y con la mente deteriorada, Capone se retiró a una propiedad ubicada en Palm Island, en Miami Beach, Florida, donde se recluyó con su esposa del mundo exterior. El 21 de enero de 1947, sufrió un derrame cerebral, y murió cuatro días después de neumonía: Al Capone fue encontrado muerto en la bañera. Lo enterraron en el cementerio Mount Olivet y fue trasladado al cementerio Mount Carmel, al oeste de Chicago, junto a los restos de su padre y de su hermano. En su lápida está escrito: "Jesús mío, ten compasión".

## En la cultura popular

### Cine
- Paul Muni interpreta un personaje alusivo a Al Capone en la película de 1932 Scarface, dirigida por Howard Hawks.
- Rod Steiger interpreta a Al Capone en la película Al Capone de 1959, dirigida por Richard Wilson.
- Jason Robards interpreta a Al Capone en la película La matanza del día de San Valentín de 1967, dirigida por Roger Corman.
- Jesús Puente interpreta a Al Capone en la película El regreso de Al Capone de 1969, dirigida por José María Zabalza.
- Ben Gazzara interpreta a Al Capone en la película Capone de 1975, dirigida por Steve Carver.
- Al Pacino adapta un personaje alusivo a Al Capone en la película Scarface de 1983, dirigida por Brian De Palma, esta película es un remake de la cinta de 1932, no obstante, la trama no se ambienta en la era de la prohibición como su contraparte original.
- Robert De Niro interpreta a Al Capone en la película The Untouchables de 1987, dirigida por Brian De Palma.
- Anthony LaPaglia interpreta a Al Capone en la película Camino a la perdición de 2002, dirigida por Sam Mendes, sin embargo sus escenas se eliminaron del montaje final.
- Jon Bernthal interpreta a Al Capone en la película Night at the Museum: Battle of the Smithsonian de 2009, dirigida por Shawn Levy.
- Tom Hardy interpreta a Al Capone en la película Capone de 2020, dirigida por Josh Trank.

### Televisión
- Neville Brand interpreta a Al Capone en la serie de televisión estadounidense Los intocables, transmitida entre 1959 y 1963 por la cadena ABC.
- William Forsythe interpreta a Al Capone en la serie de televisión estadounidense Los intocables, transmitida entre 1993 y 1994 por la cadena Paramount Television.
- William Devane interpreta a Al Capone en la serie Lois & Clark: Las nuevas aventuras de Supermán en el episodio 2x07 «Esa vieja pandilla mía», del 13 de noviembre de 1994.[27]
- Carles Canut interpreta a una versión paródica de Al Capone llamado Al Catone en la serie de animación española Los intocables de Elliot Mouse, transmitida entre 1996 y 1997.
- Stephen Graham interpreta a Al Capone en la serie de televisión Boardwalk Empire, transmitida entre 2010 y 2014 por la cadena HBO.
- Isaac Keoughan interpreta a Al Capone en la serie de televisión DC's Legends of Tomorrow en 2018, transmitida desde 2016 por la cadena The CW Television Network.
- Cameron Gharaee interpreta a Al Capone en el episodio "Public Enemy No. 1" (temporada 1; episodio 15) de la serie de televisión Timeless, transmitida desde 2016 por la cadena NBC.
- En la animación japonesa One Piece aparece un personaje en referencia a Al Capone llamado Capone Bege.